# Liste bedeutender Seeunfälle im 16. Jahrhundert
Diese Liste schwerer Seeunfälle im 16. Jahrhundert verzeichnet Schiffsunglücke mit Toten oder hohen Sachschäden zwischen 1501 und 1600.

## Schiffsunglücke zwischen 1501 und 1600
| Datum         | Name                          | Tote  | Hergang |
| ------------- | ----------------------------- | ----- | --- |
| Nov. 1511     | Flor de la Mar                | 400   | Das Flaggschiff des indischen Vizegouverneurs und portugiesischen Seebefehlshabers Afonso de Albuquerque, die Flor de la Mar, lief im November 1511 aufgrund eines Navigationsfehlers nachts auf der Rückreise von Malakka nach Goa in der Straße von Malakka zwischen Indonesien und Malaysia auf ein Riff und sank. Die Ladung der Flor de la Mar bestand aus Diamanten, Rubinen, 60 Tonnen Gold und edelsteinenbesetzten Statuen aus einem Raubzug durch malaysische Fürstentümer und gilt als die möglicherweise wertvollste Ladung aller bekannten Schiffswracks aus allen Zeiten. Historische Quellen sprechen allerdings davon, das Wrack sei bereits kurz nach dem Untergang des Schiffes geplündert worden. |
| 1521          | San Anton                     | ?     | Das spanische Handelsschiff San Anton unter dem Kommando von Gonzalo Rodríguez mit etwa 100 tons ging auf der Fahrt von Kuba nach Spanien an der Küste der Florida Keys verloren. |
| 1525          | ?                             | 200   | 1524 segelte ein Expeditionsgeschwader unter Don Lucas Vasquez de Ayllon, von Spanien kommend, in die Gewässer vor Florida. Eine Karavelle ging dabei vor Kap St. Helen verloren. Alle Überlebenden wurden von Ureinwohnern massakriert. |
| 19. Juli 1545 | Mary Rose                     | 500   | Das an einem Seegefecht auf dem Solent teilnehmende englische Kriegsschiff Mary Rose, eines der größten Schiffe seiner Zeit, sank ohne Kriegseinwirkung. Der Schwerpunkt des Schiffes war nach zahlreichen Umbauten so ungünstig verändert worden, dass das Kriegsschiff nach einem Wendemanöver Schlagseite bekam und durch die Stückpforten Wasser einströmte. |
| 1554          | Spanisches Galeerengeschwader | 300   | Drei Schiffe, die San Esteban, die Santa Maria de Yciar und die Espiritu Santo, gingen zusammen im selben Sturm und in unmittelbarer Nähe von Pade Island / Texas unter. Sie gehörten zu einer spanischen Schatzflotte, die von Veracruz, Mexiko, nach Havanna, Kuba, unterwegs war. |
| 18. Okt. 1562 | Spanisches Galeerengeschwader | 4000  | Vor der spanischen Küste nahe Málaga geriet ein aus 28 Galeeren bestehendes spanisches Geschwader in einen starken Orkan. 25 Galeeren kenterten und sanken in meterhohen Wellen, wobei rund 4.000 Seeleute, Seesoldaten und Rudersklaven ertranken. Unter den Toten ist auch Don Juan de Mendoza, der Geschwaderchef. Nur drei Galeeren erreichten später den Hafen von Málaga. |
| 28. Juli 1566 | Dänisch-lübische Flotte       | 6000  | Durch einen Sturm sanken zahlreiche Schiffe der vor Gotland liegenden dänisch-lübischen Flotte. Insgesamt sanken elf dänische und drei lübische Schiffe, wobei etwa 6.000 Seeleute und Soldaten den Tod fanden. Von allen 14 Schiffen konnten nur 82 Überlebende gerettet werden. |
| 1588          | Spanische Armada              | 13000 | Rund 40 von insgesamt etwa 130 Schiffen der spanischen Armada gingen durch eine Serie von Schiffbrüchen vor allem entlang der Küsten von Schottland und Irland verloren, nachdem der Versuch einer Invasion Englands aufgegeben worden war. Auf dem Weg um die britischen Inseln herum zurück nach Spanien wurden die teilweise bereits durch Gefechte beschädigten Schiffe von schweren Stürmen getroffen. Wracks der Flotte liegen heute noch von der französischen Küste bis nach Island verstreut auf dem Meeresboden, die Gesamtladung an Golddukaten und Kunstwerken gilt als größter gesunkener Schatz der Geschichte. Neben den 40 Schiffen, die durch Schiffbruch verlorengingen, wurden etwa 25 Schiffe zuvor bei Gefechten mit der englischen Flotte vernichtet, so dass insgesamt rund die Hälfte aller spanischen Schiffe in Verlust geriet. Schätzungsweise 13.000 Menschen, darunter 9.000 Seesoldaten, fanden den Tod. |
| 15. Okt. 1596 | Spanisches Geschwader         | 2000  | Eine aus 43 Schiffen bestehende spanische Flotte, die Versorgungsgüter und Truppenverstärkungen für die bedrängten Katholiken in Irland an Bord hatte, geriet in der Biskaya in einen schweren Sturm und verlor etwa 2.000 Mann sowie 13 Schiffe. Das Unternehmen wurde daraufhin abgebrochen. |